# Walter Gorini
Walter Gorini (Barbiano di Cotignola, 29 agosto 1944) è un ex pistard italiano, specialista della velocità su pista. Fu campione del mondo nel tandem nel 1968.

## Carriera
Iniziò a gareggiare da giovanissimo, dapprima con il gruppo sportivo "Mago" di Barbiano e poi con il "Pedale Fusignanese". Passato alla categoria dilettanti, nel 1966 conquistò il titolo di campione italiano nel chilometro da fermo e nella velocità su tandem in coppia con il bolognese Giordano Turrini. Si confermò campione nazionale nelle stesse specialità anche nel 1968 e nel 1969, questa volta in tandem con il forlivese Mauro Orlati.
In tandem con Turrini vinse la medaglia di bronzo ai campionati mondiali del 1966 a Francoforte e quella d'oro nel 1968 a Montevideo. Lo stesso anno, in coppia con Luigi Borghetti, giunse quarto nella gara di tandem dei Giochi Olimpici di Città del Messico.
Nel 1967, sul Velodromo di Forlì, stabilì il record del giro lanciato (400 metri), con il tempo di 23”2, alla media di 62,062 km/h. Nel 1969, con la maglia del G.S. "Leoni di Meldola", vinse a Budapest l'Internazionale di velocità.

## Palmarès
- 1968

Campionati del mondo, Tandem (Montevideo)

## Onorificenze
- Collare d'oro al merito sportivo - 2021[2]

## Piazzamenti

### Competizioni mondiali
- Campionati del mondo su pista

Francoforte 1966 - Tandem: 3º
Montevideo 1968 - Tandem: vincitore
- Giochi olimpici

Città del Messico 1968 - Tandem: 4º